# Periclimenaeus hecate
Periclimenaeus hecate is een garnalensoort uit de familie van de Palaemonidae. De wetenschappelijke naam van de soort is voor het eerst geldig gepubliceerd in 1904 door Nobili.